# Pin-Pon
Pour l’article ayant un titre homophone, voir Paimpont.
Pin-Pon est une émission de télévision éducative québécoise diffusée du 2 septembre 1996 à 1998 sur Canal Famille puis rediffusée pratiquement jusqu'aux derniers moments de la station en décembre 2000. Elle est rediffusée à l'hiver 2001 sur VRAK.TV et à partir du 26 décembre 2002 sur Télé-Québec. Un film de 80 minutes est sorti en salles fin 1999.

## Concept
Cette émission éducative pour les enfants de 2 à 8 ans présente la routine quotidienne de deux pompiers. Pin-Pin (Yves Soutière), le plus grand et le plus mince des deux aime beaucoup rire et jouer des tours à son ami Pon-Pon (Thomas Graton). Pon-Pon, quant à lui, est le plus petit et le plus grassouillet des deux. Il est aussi un peu paresseux et semble adorer aller au camping.
Dans chaque épisode, les pompiers reçoivent à leur caserne quatre enfants qui viennent jouer, faire des bricolage, raconter des histoires, chanter des comptines, etc. Puis, vers la fin de l'émission, un(e) invité(e) spécial(e) vient chanter une chanson aux enfants invités et aux jeunes pompiers.
Dans la troisième saison, Pin-Pin se fait remplacer dans plusieurs épisodes par son petit frère Pouet-Pouet (Philippe Lambert). Ce personnage fut ajouté afin de permettre au comédien Yves Soutière de garder ses rôles dans Pin-Pon et Bouscotte tout en étant nouvellement père de famille.
Pin-Pon : Le Film, est sorti le 15 décembre 1999 et compte sur la participation de Julien Poulin (Oncle Mimile), Stéphane Vallières (Filipo), Mireille Lévesque (Filipa), Melven Gilbert (Filipetto) et Anastassia Fomina (Filipetta).

## Distribution
- Yves Soutière : Pin-Pin
- Thomas Graton : Pon-Pon
- Philippe Lambert : Pouet-Pouet

## Fiche technique
- Scénaristes : Carmen Bourassa, Felicia Cavalieri, Guy Veillet, Michèle Poirier, Nicole Lavigne, Paule Marier
- Réalisation : Pierre Lord et Jean Bourbonnais
- Société de production : Téléfiction